# Eric Blakeney
Eric Blakeney es un director, guionista, productor y actor estadounidense nacido en 1959 en Nueva York, Estados Unidos.
Eric Blakeney nació en 1959 en Bronx, Nueva York, Estados Unidos. Vivió allí hasta 1977, fue ese año cuando decidió trasladarse a Londres, Inglaterra. Después de formar parte de numerosos grupos de rock volvió a Estados Unidos, pero esta vez a la ciudad de Los Ángeles, California. Trabajó como publicista hasta que encontró su primer trabajo en la serie de televisión Crime Story (1986), de la que escribió dos episodios. Más tarde escribió ocho episodios de la serie de televisión 21 Jump Street (1987), en la que aparecía por un entonces desconocido Johnny Depp. Además produjo numerosos episodios de dicha serie.
Después de numerosos trabajos como guionista en televisión su salto al cine se produjo sin demasiado éxito con la película Gun shy (2000), que también dirigió, y que fue protagonizada por Liam Neeson y Sandra Bullock. El filme no fue bien recibido por la crítica y fue un estrepitoso fracaso de taquilla mundial.